# Halictus
Halictus Latreille, 1804 è un genere di insetti apoidei della famiglia Halictidae.

## Tassonomia
Comprende le seguenti specie:
- Halictus acrocephalus Blüthgen, 1926
- Halictus adjikenticus Blüthgen, 1923
- Halictus aegypticola Strand, 1909
- Halictus aeneobrunneus Pérez, 1895
- Halictus aerarius Smith, 1873
- Halictus aestuans Ebmer, 1978
- Halictus albozonatus Dours, 1872
- Halictus alfkenellus Strand, 1909
- Halictus argilos Ebmer, 2005
- Halictus asperatus Bingham, 1898
- Halictus asperulus Pérez, 1895
- Halictus atripes Morawitz, 1893
- Halictus atroviridis Cameron, 1906
- Halictus bagirensis Blüthgen, 1936
- Halictus balearicus Pérez, 1903
- Halictus berlandi Blüthgen, 1936

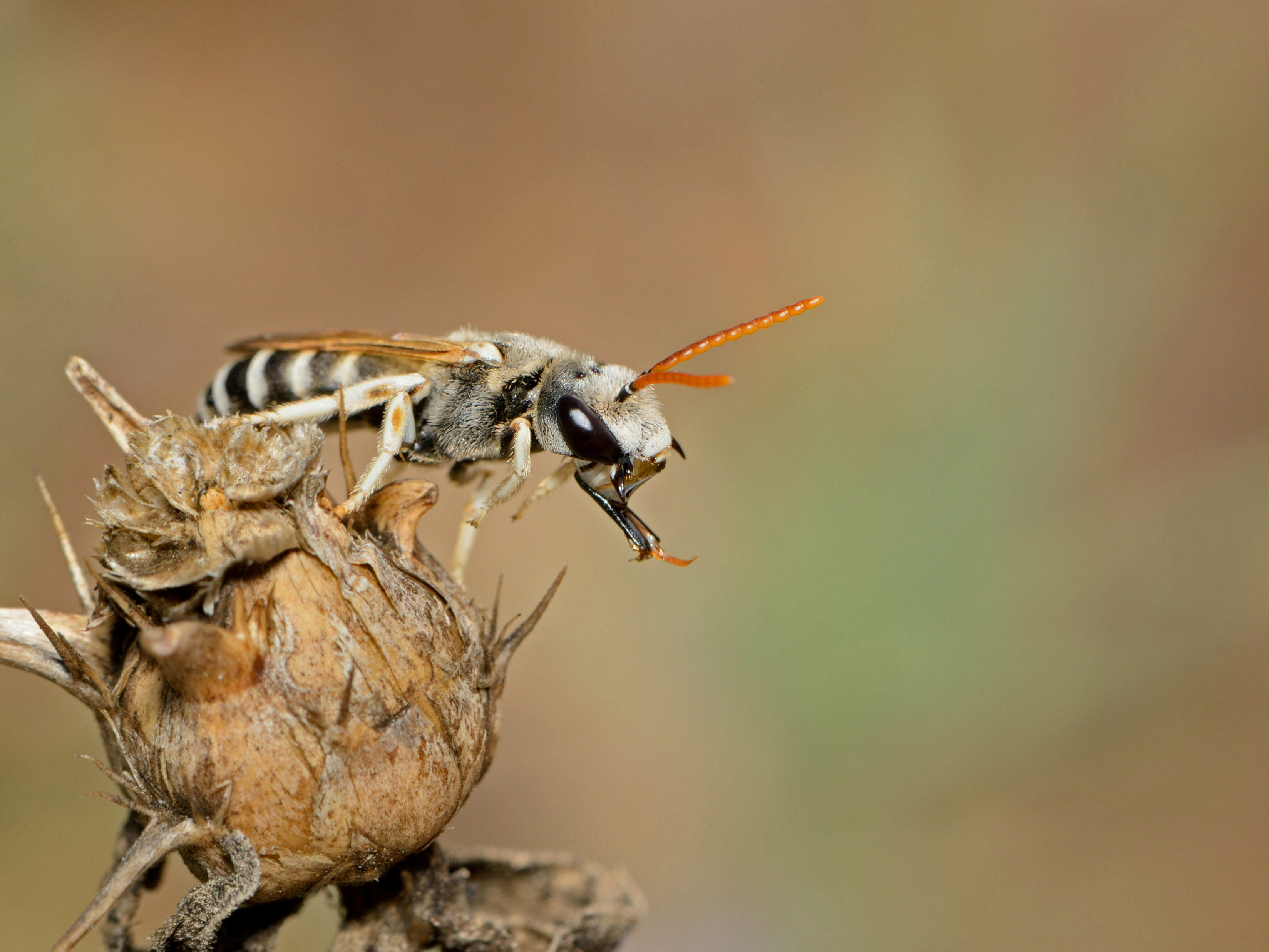
Halictus tetrazonianellus

- Halictus beytueschebapensis Warncke, 1984
- Halictus brunnescens (Eversmann, 1852)
- Halictus bucharicus Blüthgen, 1936
- Halictus bulbiceps Blüthgen, 1929
- Halictus caelestis Ebmer, 1976
- Halictus carinthiacus Blüthgen, 1936
- Halictus centaureae Ebmer, 1985
- Halictus centrosus Vachal, 1910
- Halictus cephalicus Morawitz, 1873
- Halictus chalybaeus Friese, 1910
- Halictus clangulus Warncke, 1984
- Halictus cochlearitarsis Dours, 1872
- Halictus compressus (Walckenaer, 1802)
- Halictus concinnus Brullé, 1840
- Halictus confusus Smith, 1853
- Halictus consobrinus Pérez, 1895
- Halictus constantinensis Strand, 1910
- Halictus constrictus Smith, 1853
- Halictus crenicornis Blüthgen, 1923
- Halictus cupidus Vachal, 1902
- Halictus cyanellus (Pauly, 2008)
- Halictus cypricus Blüthgen, 1937
- Halictus cyrenaicus Blüthgen, 1930
- Halictus desertorum Morawitz,  1876
- Halictus determinandus Dalla Torre, 1896
- Halictus diductus Cockerell, 1932
- Halictus dissidens Pérez, 1903
- Halictus dorni Ebmer, 1982
- Halictus dschulfensis Blüthgen, 1936
- Halictus duplocinctus Vachal, 1902
- Halictus expertus Cockerell, 1916
- Halictus falcinellus Warncke, 1982
- Halictus farinosus Smith, 1853
- Halictus fatsensis Blüthgen, 1936
- Halictus ferreotus Fan, 1991
- Halictus fimbriatus Smith, 1853
- Halictus foanus Vachal, 1899
- Halictus frontalis Smith, 1853
- Halictus fulvipes (Klug, 1817)
- Halictus fumatipennis Blüthgen, 1923
- Halictus funerarius Morawitz,  1876
- Halictus fuscicollis Morawitz,  1876
- Halictus gavarnicus Pérez, 1903
- Halictus gemmeus Dours, 1872
- Halictus georgicus Blüthgen, 1936
- Halictus gobiensis Ebmer, 1982
- Halictus gordius Warncke, 1975
- Halictus graecus Blüthgen, 1933
- Halictus grossellus Ebmer, 1978
- Halictus gruenwaldti Ebmer, 1975
- Halictus harmonius Sandhouse, 1941
- Halictus hedini Blüthgen, 1934
- Halictus hermon Ebmer, 1975
- Halictus hesperus Smith, 1862
- Halictus holomelaenus Blüthgen, 1936
- Halictus hotoni Vachal, 1903
- Halictus humkalensis Blüthgen, 1936
- Halictus icarus Ebmer, 1978
- Halictus indefinitus Blüthgen, 1923
- Halictus inpilosus Ebmer, 1975
- Halictus intumescens Pérez, 1895
- Halictus iridicolor Cameron, 1905
- Halictus jaramielicus Blüthgen, 1923
- Halictus jucundus Smith, 1853
- Halictus kessleri Bramson, 1879
- Halictus kuhlmanni (Pauly, 2008)
- Halictus kuschkensis Ebmer, 1975
- Halictus kusdasi Ebmer, 1975
- Halictus lanei (Moure, 1940)
- Halictus langobardicus Blüthgen, 1944
- Halictus laticephalus Warncke, 1984
- Halictus latisignatus Cameron, 1908
- Halictus leleji (Pesenko, 2006)
- Halictus leucaheneus Ebmer, 1972
- Halictus ligatus Say, 1837
- Halictus lobatus Ebmer, 1978
- Halictus lucidipennis Smith, 1853
- Halictus luganicus Blüthgen, 1936
- Halictus lussinicus Blüthgen, 1936
- Halictus lutescens Friese, 1921
- Halictus maculatus Smith, 1848
- Halictus magnus Ebmer, 1980
- Halictus mediterranellus Strand, 1909
- Halictus microcardia Pérez, 1896
- Halictus minor Morawitz,  1876
- Halictus modernus Morawitz,  1876
- Halictus mogrensis Cockerell, 1945
- Halictus mondaensis Blüthgen, 1923
- Halictus mongolicus Morawitz, 1880
- Halictus monochromus Dalla Torre, 1896
- Halictus morawitzi Vachal, 1902
- Halictus mordacella Blüthgen, 1929
- Halictus mordax Blüthgen, 1923
- Halictus mucidus Blüthgen, 1923
- Halictus mucoreus Eversmann, 1852
- Halictus mugodjaricus Blüthgen, 1933
- Halictus multicarinatus Niu, Wu & Huang, 2004
- Halictus nadigi Blüthgen, 1934
- Halictus nasica Morawitz,  1876
- Halictus nicosiae Blüthgen, 1923
- Halictus nigricutis Warncke, 1975
- Halictus nikolskayae (Pesenko, 2006)
- Halictus nivalis Ebmer, 1985
- Halictus niveocinctulus Cockerell, 1940
- Halictus nuristanicus Pesenko, 2005
- Halictus ochropus Blüthgen, 1923
- Halictus opacoviridis Ebmer, 2005
- Halictus opulentus Benoist, 1950
- Halictus orientalis Lepeletier, 1841
- Halictus palustris Morawitz,  1876
- Halictus parallelus Say, 1837
- Halictus paropamisos Ebmer, 1978
- Halictus patellatus Morawitz,  1873
- Halictus pentheri Blüthgen, 1923
- Halictus persephone Ebmer, 1976
- Halictus petraeus Blüthgen, 1933
- Halictus pici Pérez, 1895
- Halictus pinguismentus Janjic & Packer, 2001
- Halictus pjalmensis Strand, 1909
- Halictus placidulus Blüthgen, 1923
- Halictus poeyi Lepeletier, 1841
- Halictus pollinosus Sichel, 1860
- Halictus ponticus Blüthgen, 1934
- Halictus propinquus Smith, 1853
- Halictus pruinescens Cockerell, 1937
- Halictus pseudomucoreus Ebmer, 1975
- Halictus pseudotetrazonius Strand, 1921
- Halictus pseudovestitus Blüthgen, 1925
- Halictus pulvereus Morawitz,  1874
- Halictus pyrenaeus Pérez, 1903
- Halictus quadricinctoides Blüthgen, 1936
- Halictus quadricinctus (Fabricius, 1776)
- Halictus quadripartitus Blüthgen, 1923
- Halictus radoszkowskii Vachal, 1902
- Halictus resurgens Nurse, 1903
- Halictus rossicus Ebmer, 1978
- Halictus rubicundus (Christ, 1791)
- Halictus rudolphae Pesenko, 1984
- Halictus rufipes (Fabricius, 1793)
- Halictus sajoi Blüthgen, 1923
- Halictus scabiosae (Rossi, 1790)
- Halictus secundus Dalla Torre, 1896
- Halictus seladonius (Fabricius, 1794)
- Halictus semitectus Morawitz, 1874
- Halictus semiticus Blüthgen, 1955
- Halictus senilis (Eversmann, 1852)
- Halictus sexcinctus (Fabricius, 1775)
- Halictus simplex Blüthgen, 1923
- Halictus smaragdulus Vachal, 1895
- Halictus solitudinis Ebmer, 1975
- Halictus squamosus Lebedev, 1910
- Halictus stachii Blüthgen, 1923
- Halictus subauratoides Blüthgen, 1926
- Halictus subauratus (Rossi, 1792)
- Halictus submodernus Blüthgen, 1936
- Halictus subpetraeus Blüthgen, 1933
- Halictus subsenilis Blüthgen, 1955
- Halictus surabadensis Ebmer, 1975
- Halictus takuiricus Blüthgen, 1936
- Halictus tectus Radoszkowski, 1875
- Halictus tetrazonianellus Strand, 1909
- Halictus tetrazonius (Klug, 1817)
- Halictus tibetanus Blüthgen, 1926
- Halictus tibialis Walker, 1871
- Halictus togoensis Pauly, 1998
- Halictus transbaikalensis Blüthgen, 1933
- Halictus tridivisus Blüthgen, 1923
- Halictus tripartitus Cockerell, 1895
- Halictus tsingtouensis Strand, 1910
- Halictus tuberculatus Blüthgen, 1925
- Halictus tumulorum (Linnaeus, 1758)
- Halictus turanicus Morawitz, 1893
- Halictus turkmenorum Pesenko, 1984
- Halictus vansoni Cockerell, 1935
- Halictus varentzowi Morawitz, 1894
- Halictus verticalis Blüthgen, 1931
- Halictus vestitus Lepeletier, 1841
- Halictus vicinus Vachal, 1894
- Halictus virgatellus Cockerell, 1901
- Halictus wjernicus Blüthgen, 1936
- Halictus wollmanni Blüthgen, 1933
- Halictus xanthoprymnus Warncke, 1984
- Halictus yunnanicus Pesenko & Wu, 1997